# NDR Kultur
NDR Kultur est une radio culturelle allemande de la Norddeutscher Rundfunk diffusée dans les Länder de Basse-Saxe, de Hambourg, de Mecklembourg-Poméranie-Occidentale et du Schleswig-Holstein sur la bande FM ainsi qu'en radiodiffusion numérique. 
Sa programmation se compose principalement d'émissions à caractère culturel. Elle est basée à Hambourg.

## Histoire
Le 1er décembre 1956, la NDR lance une troisième radio en modulation de fréquence, sous le nom NDR 3, émettant tous les jours de 20h15 à 22h30. Le 8 octobre 1997, le programme de NDR 3 est complété par la création d'une fenêtre de programmation sur la zone de diffusion de la SFB (Berlin) et de l'ORB (en) (Brandebourg). Cette extension du programme de NDR 3 entraîne la création d'une radio culturelle commune, sous le nom de Radio 3. 
Mais en 2000, la SFB décide de quitter Radio 3, qui continuera quand même, mais seulement avec la NDR et l'ORB (en) du 1er janvier 2001 au 31 décembre 2002. Avec la fusion de l'ORB (en) et de la SFB en 2003 dans la rbb, la NDR créée le 1er janvier 2003, une nouvelle radio culturelle sous le nom de NDR Kultur.